# Apameia in der Mesene
Apameia war eine antike Stadt im südlichen Babylonien, in der Charakene. Sie wird deshalb bei antiken Schriftstellern meist als Apameia, Mesene bezeichnet. Es handelt sich um eine Gründung von Antiochos I., der den Ort nach seiner Mutter Apame benannte. Der Ort lag am Tigris, an der Stelle, an der sich der Fluss in zwei Arme teilte, und war somit von Wasser umgeben. Hier sollen sich starke Dämme befunden haben, die auch militärisch gegen Angriffe der Parther dienten, als Apameia Teil der Charakene war. Die Stadt ist vielleicht identisch mit Harpanya und Neharpania, die im Talmud genannt wird. Es handelt sich wahrscheinlich um das arabische Fam as-Silh. Die Stadt lag nahe einer anderen mit demselben Namen.

## Antike Quellen
- Plinius der Ältere, Naturgeschichte, 6,129 und 146.
- Arrian, Parthica 16,69–70.